# Thelypteris montana
Thelypteris montana é uma espécie de planta do gênero Thelypteris e da família Thelypteridaceae.

## Taxonomia
A espécie foi descrita em 2003 por Alexandre Salino.

## Conservação
A espécie faz parte da Lista Vermelha das espécies ameaçadas do estado do Espírito Santo, no sudeste do Brasil. A lista foi publicada em 13 de junho de 2005 por intermédio do decreto estadual nº 1.499-R.

## Distribuição
A espécie é endêmica do Brasil, encontrada em Minas Gerais.